# Limeseum Ruffenhofen

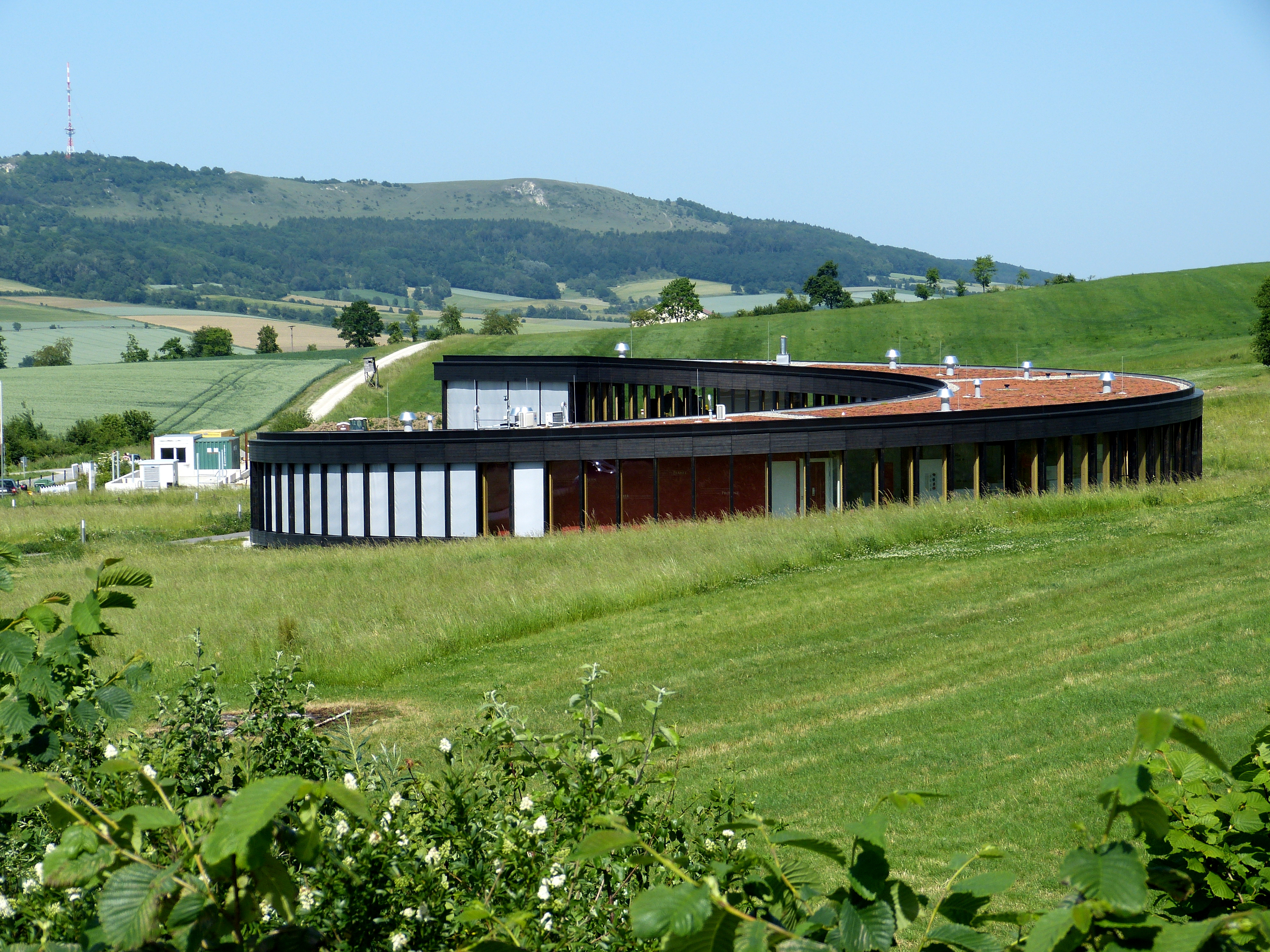
Limeseum-Rundbau

Das Limeseum  ist ein seit 2012 bestehendes archäologisches Museum im Römerpark Ruffenhofen im Landkreis Ansbach. Die Ausstellung informiert über das Kastell Ruffenhofen und dessen Zivilsiedlung, den Vicus, während der römischen Kaiserzeit.

## Konzept
Konzipiert und aufgebaut als Rundbau, schmiegt sich das Gebäude des Limeseum an seine Landschaft direkt unterhalb des Hesselbergs an. Im Ausstellungsrundgang durch das Gebäude steigen die Besucher kontinuierlich um 3 % höher, bis sie aus einem Panoramafenster auf das bepflanzte Kastell des Römerparks blicken. Die Ausstellung informiert vor allem über die drei Welterbebestandteile Limeslinie, das Kastell sowie die Zivilsiedlung von Ruffenhofen. Dargestellt werden neben Funden von Ruffenhofen auch einige Stücke vom Kastell Dambach bei Ehingen. Dabei ist einer der Schwerpunkte die Holzerhaltung, für die die Limesstrecke im Landkreis Ansbach besonders bekannt ist.

## Geschichte

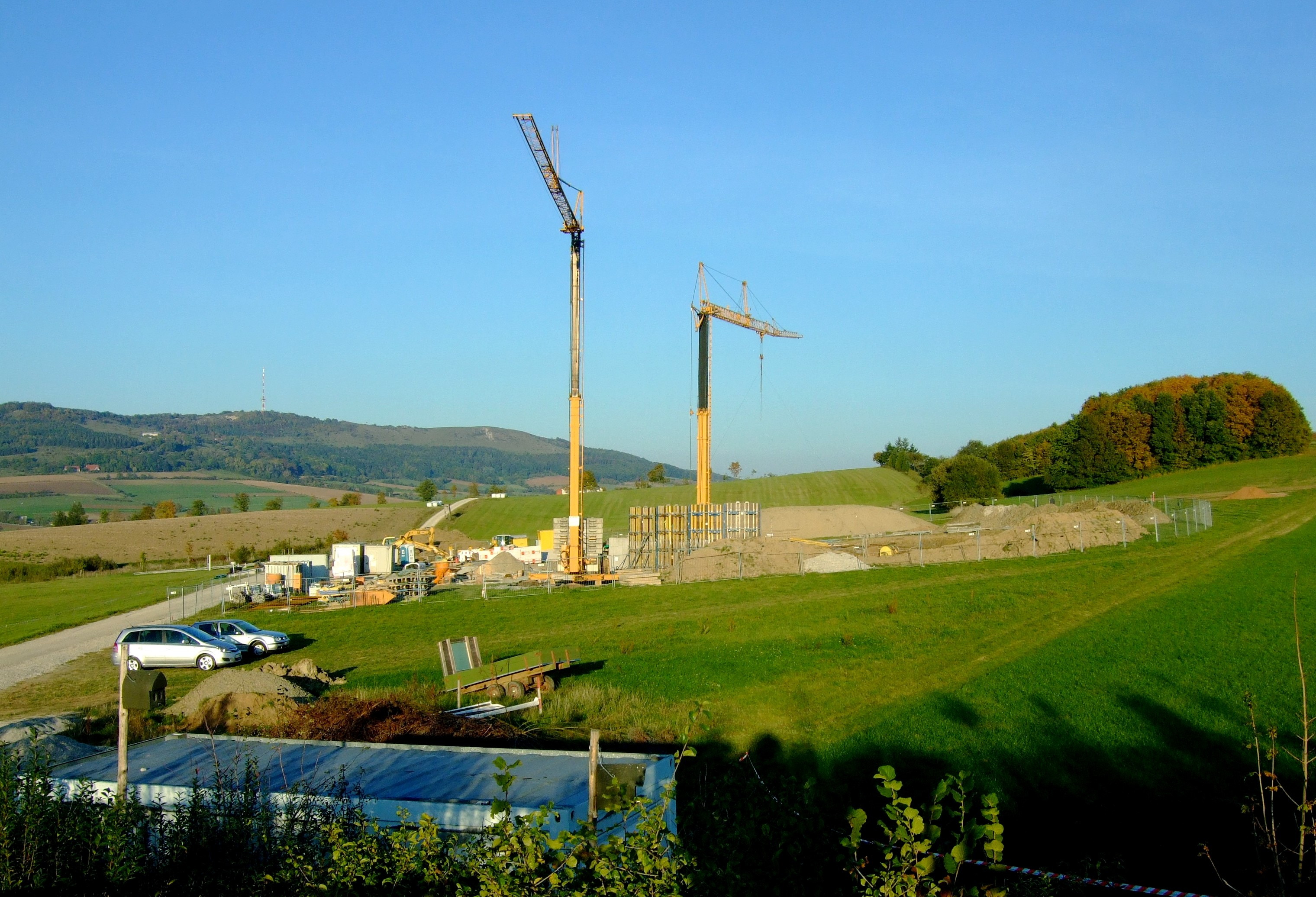
Die Baustelle des Limeseums (2011)

Das Limeseum wie auch der Römerpark Ruffenhofen entstanden durch die Initiative des „Zweckverband Römerkastell Ruffenhofen“, eines Zusammenschlusses der drei Gemeinden Gerolfingen, Weiltingen und Wittelshofen. Geschaffen wurde der Zweckverband, um das Areal für den Tourismus zu erschließen.
Bereits 2003 entstand der Römerpark Ruffenhofen, der die archäologischen Überreste des römischen Kastells Ruffenhofen erschließt und sichtbar macht. Das Limeseum selbst ging aus einer kleinen archäologischen Ausstellung hervor, die zunächst im Heimat- und Trachtenmuseum in Weiltingen untergebracht war. Das daraus entwickelte temporäre Museum eröffnete 2004. Da von Anfang an geplant war, an dessen Stelle ein dauerhaftes Museum anzulegen, wurde 2010 ein Architektenwettbewerb ausgerichtet, aus dem der heutige Museumsentwurf als Sieger hervorging. Nach Errichtung und Ausgestaltung des Gebäudes wurde das Limeseum am 13. Oktober 2012 eröffnet. Leiter ist seitdem der Archäologe Matthias Pausch.
Im Jahr nach der Eröffnung, 2013, wurde das Limeseum beim Bayerischen Museumstag mit einem Sonderpreis ausgezeichnet.

## Ausstellung

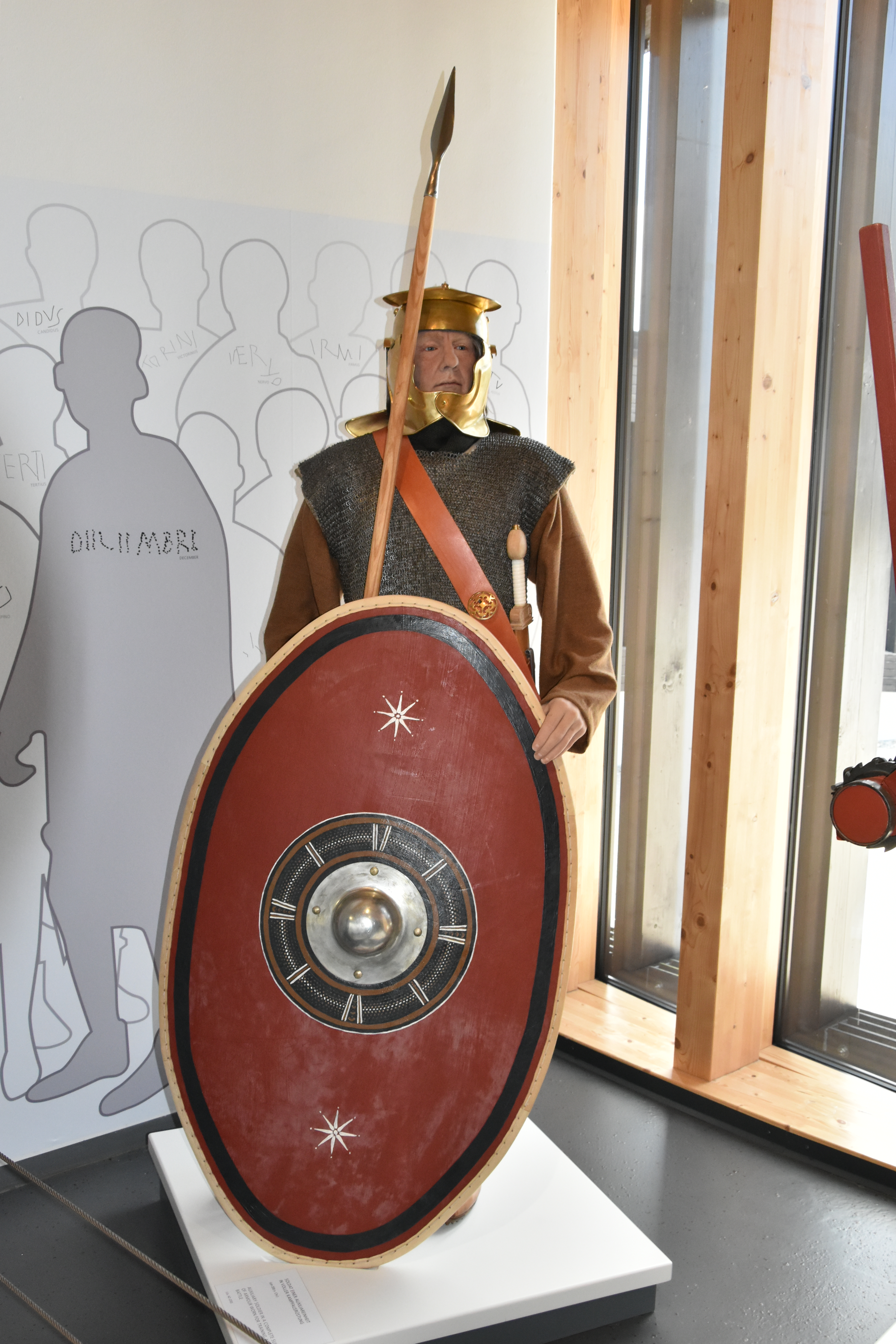
Rekonstruktion eines Auxiliarsoldaten um 200 n. Chr.

### December
Der Kastellsoldat December begleitet den Besucher durch das Museum. Dieser Name ist für Ruffenhofen authentisch belegt, December hatte seinen Namen in seinen Helm eingepunzt. An mehreren Stationen im Limeseum tritt nun December als Sprecher in einer Hörstation oder als Darsteller im Kinofilm und in Fotos in der Ausstellung auf und gibt somit einen Einblick in den Alltag am Kastell und Vicus.

### Leitfunde

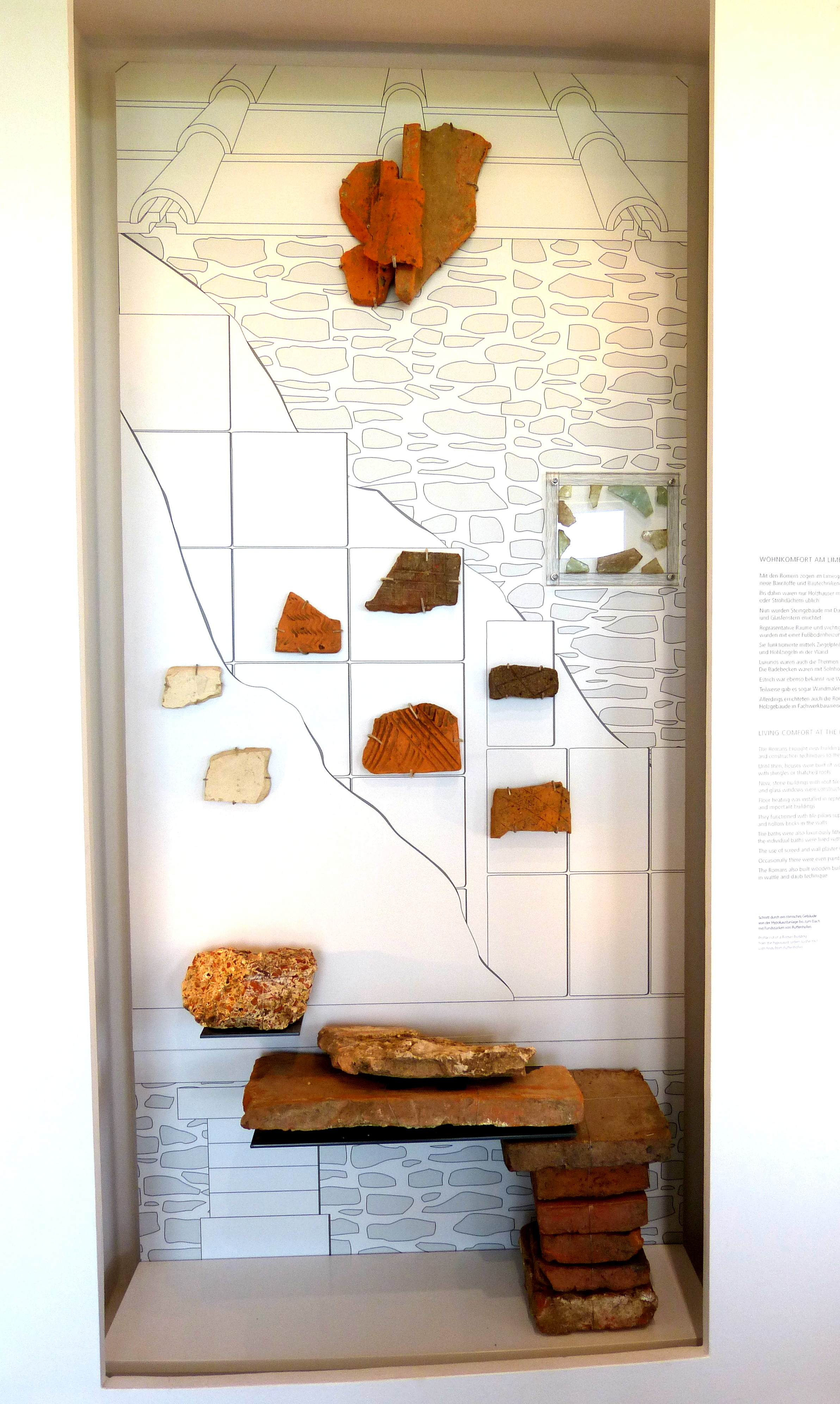
Schnitt durch ein römisches Gebäude mit Funden aus Ruffenhofen

Neben December dienen auch rote Vitrinen, die mit Leitfunden bestückt wurden, als roter Faden im Limeseum. Bei dem Rundgang im Limeseum stechen sie durch ihre rote Farbe im sonst weiß gehaltenen Museum heraus und dienen zur Orientierung der Themen in den einzelnen Stationen.

### Holzerhaltung
Im Bereich der Archäologie ist der mittelfränkische Landkreis Ansbach vor allem durch die zahlreichen gut erhaltenen Holzfunde bekannt. So war es natürlich, dass bei der Gestaltung der Ausstellungen auch ein besonderes Augenmerk dem Thema Holz zu entrichten. Mehrere Holzfunde werden ausgestellt und die Hilfswissenschaft der Dendrochronologie erklärt.

### Historische Rekonstruktion
Sowohl das Kastell als auch der angrenzende Vicus wurden für den Museumsfilm von der Firma Faber Courtial in Zusammenarbeit mit Archäologen und Wissenschaftlern nach dem zu der Zeit aktuellen Forschungsstand vollständig digital rekonstruiert.

### Leihgaben
Seit Herbst 2020 stellt das Limeseum auch einen Teil der Limes-Altfunde des Historischen Vereins für Mittelfranken aus, die zuvor im Markgrafenmuseum in Ansbach zu besichtigen waren. Darunter auch den  Bronzehortfund aus Dambach.

### Publikationen des Museums
- Matthias Pausch (Hrsg.): Römisches Ruffenhofen. Entdeckungen am Welterbe Limes. Wißner, Augsburg 2009, ISBN 978-3-89639-699-0.
- Matthias Pausch (Hrsg.): Limeseum Ruffenhofen: An den Grenzen des Römischen Reiches – Ein Museumsführer. Heinl, Rednitzhembach 2013, ISBN 978-3-931736-09-5.
- Matthias Pausch, Michaela Konrad (Hrsg.): Konsum: Einblicke in einen Wirtschaftsraum am Raetischen Limes. Heinl, Rednitzhembach 2016, ISBN 978-3-931736-10-1.
- Matthias Pausch, Corina Brutscher (Hrsg.): Römer. Macht. Umwelt: Landschaftsveränderung rund um eine Limessiedlung. Nünnerich-Asmus, Mainz 2019, ISBN 978-3-96176-061-9.
- Andrea May, Matthias Pausch (Hrsg.): Limes, Land und Leute: der raetische Limes in Mittelfranken. Nünnerich-Asmus, Mainz 2021, ISBN 978-3-96176-147-0.
- Matthias Pausch, Stefan Langer (Hrsg.): Ausgefallen und erlesen: Römische Gemmen der Kastelle Ruffenhofen, Dambach, Gnotzheim und Theilenhofen. Nünnerich-Asmus, Oppenheim am Rhein 2022, ISBN 978-3-96176-185-2.
- Andrea May, Matthias Pausch (Hrsg.): Mit Rufus unterwegs am Limes. Herbst an der römischen Grenze. Nünnerich-Asmus, Oppenheim am Rhein 2024, ISBN 978-3-96176-259-0.